# Alfonso Dal Pozzo Farnese
Alfonso Dal Pozzo Farnese, anche conosciuto come Alfonso Pozzi (Piacenza, 13 marzo 1580 – Borgo San Donnino, 25 agosto 1626), è stato un vescovo cattolico italiano.

## Biografia
Secondogenito di Emilio, conte di Castelnovo val Tidone, rimase orfano del padre all'età di 7 anni. Accolto alla corte di Ranuccio I Farnese, rimase a Parma come paggetto fino all'avvio degli studi ecclesiastici nel 1592, a Roma.
Laureatosi in legge fece ritorno a Parma dove proseguì gli studi in teologia fino a quando, all'età di 23 anni, il duca Farnese lo volle come gentiluomo di corte e lo inviò come ambasciatore nella Repubblica di Venezia e nella Repubblica di Genova e lo incaricò di rappresentarlo presso il Viceré di Napoli e l'imperatore Ferdinando I d'Asburgo.
Il 30 marzo 1620 venne eletto vescovo di Borgo San Donnino da papa Paolo V. Il 5 aprile venne consacrato a Roma dal cardinale Roberto Ubaldini nella chiesa di Santa Maria Maggiore. Il 16 aprile prese possesso della diocesi per procura e fece il solenne ingresso il 15 giugno ma dimorò a Parma sino alla morte del duca Ranuccio Farnese nel 1622.
In diocesi diede inizio alla visita pastorale il 25 luglio 1623 e celebrò il sinodo diocesano il 20 maggio 1624. Fondò il seminario, con atto del 30 aprile 1626, portando a compimento l'opera iniziata dai vescovi suoi predecessori, monsignor Papirio Picedi e monsignor Giovanni Linati.
Morì il 25 agosto 1626 a seguito di una forte colica renale, causata da un calcolo, e venne sepolto il 27 agosto nella Cattedrale di Borgo San Donnino.

## Origine del cognome Farnese
La famiglia Dal Pozzo acquisì il privilegio di aggiungere Farnese al cognome grazie alla devozione dimostrata ai Farnese da Barnaba Dal Pozzo, nonno di Alfonso Dal Pozzo Farnese.
Barnaba Dal Pozzo fu dottore collegiato piacentino che per primo giurò fedeltà al duca Pier Luigi Farnese quando il 23 settembre 1545 prese possesso del ducato di Parma e Piacenza. Dopo la congiura che portò alla morte del duca il 10 settembre 1547, Barnaba ebbe il coraggio di far disseppellire la salma dalla cittadella di Piacenza e farle dare sepoltura in chiesa.
Ottavio Farnese, figlio di Pier Luigi e suo successore come duca di Parma e Piacenza, in premio per la pietà dimostrata verso il padre, il 2 marzo 1573 concesse al figlio di Barnaba, Emilio Dal Pozzo, di aggiungere Farnese al cognome, i gigli azzurri in campo d'oro allo stemma di casa e lo creò conte di Castelnovo val Tidone, titolo nobiliare a cui ebbero diritto i discendenti maschi.

## Genealogia episcopale
La genealogia episcopale è:
- Cardinale François de Joyeuse
- Cardinale Jacques du Perron
- Cardinale Roberto Ubaldini
- Vescovo Alfonso Dal Pozzo Farnese